# Silvia Risko
Silvia Lucrecia Risko (Posadas, 6 de abril de 1966) es una política argentina, exdiputada nacional por la Provincia de Misiones perteneciente al Frente Renovador de la Concordia. Anteriormente se desempeñó como concejal de Posadas entre el 2003 y el 2007 y como Subsecretaria de Cultura de la Provincia de Misiones desde el 2007 hasta que asumió como diputada en diciembre del 2009.
Como diputada ha apoyado el fin a la ley de Obediencia debida, la estatización de Aerolíneas Argentinas, la Ley de Matrimonio Igualitario, la despenalización del aborto, la incorporación del feminicidio como un agravante del homicidio, el proyecto de Reforma Judicial y el pago a los holdouts durante el gobierno macrista.

## Biografía
Silvia Risko nació en Posadas, el 6 de abril de 1966. Entre el 2003 y el 2007 fue concejal de la ciudad de Posadas y luego ocupó el cargo de Subsecretaria de Cultura de la Provincia de Misiones hasta el año 2009. Ese año ocupó el segundo lugar en la lista del Frente Renovador de la Concordia, aliado del Frente para la Victoria y logró obtener una banca en la Cámara de Diputados de la Nación, la cual renovó en el 2013. Actualmente se desempeña como presidenta de la comisión de Familia, Mujer, Niñez y Adolescencia y es vocal de las de Derechos Humanos y Garantías; y Economías y Desarrollo Regional.
Desde su banca, apoyó la Ley de Matrimonio Igualitario, la cual dijo que al principio pensaba apoyar en general y oponerse a la adopción, pero según dijo luego «después de escuchar algunos discursos, hoy estoy convencida de votar totalmente la ley [...] quien soy yo, para caer hoy en el perjuicio de quien puede llegar a ser mejor o peor padre». También ha apoyado la despenalización del aborto, siendo una de las firmantes del proyecto. Al respecto, opinó: 

Acá está en juego el derecho de una persona y el Estado obligado a cumplir [...] el médico que no quiera hacer el aborto no punible, que no trabaje para el Estado, que vaya a una clínica privada.

Sin embargo, también dijo que no estaba a favor del aborto, pero que quería que «esté en el programa de salud como una opción». La diputada además apoyó la incorporación del feminicidio como un agravante del homicidio, que aumentó la pena a reclusión perpetua en casos de que el homicidio fuese por el género, con la colectividad transexual incluida. Sobre el tema, Risko expresó:

Esta ley es importante y hace falta que el poder político tome conciencia de lo importante que es; actuar y poner todos los mecanismos para prevenir, para que se tome conciencia de que la mujer no es propiedad de nadie.

También apoyó la derogación de la figura del avenimiento en delitos contra la integridad sexual y alegó:

¿Donde se ha visto o quien puede creer que alguien que haya sufrido tal maltrato y pueda perdonar? [...] quien redactó el texto sobre la figura del avenimiento, que hoy es derogada, fue un necio y un machista.

El debate se dio meses después a que una mujer de veinte años fuese asesinada luego de ser aprobado el avenimiento al hombre que la había violado y con el que se había casado posteriormente.
La diputada consideró que la violación «es el mayor sometimiento de poder que se puede ejercer sobre una persona» y comparó al violación sexual con la  Cuestión de las islas Malvinas diciendo que era un tema tan distinto pero en verdad «no tan diferente porque estamos hablando de “violación”». También apoya constantemente y desde su provincia natal a la lucha contra la trata de personas, siendo una militante de la causa.
En el 2013, apoyó el proyecto de Reforma Judicial y alegó «acompañamos las políticas y todas las decisiones políticas de nuestra presidenta, porque queremos mejor democracia [...] Nosotros somos ciudadanos que realmente estamos comprometidos y queremos mayor democracia, mayor transparencia, mayor participación, ampliación de derecho».
En marzo de 2016 fue una de las diputadas kirchneristas que votó a favor del proyecto de pago a los holdouts en el marco del litigio con estos. En junio de ese mismo año se apartó del bloque del Frente de la Victoria junto a otros diputados de su partido Frente Renovador de la Concordia y formaron un bloque propio.